# Sitio de Ceuta (1694-1727)
El sitio de Ceuta, también llamado sitio de los treinta y tres años, fue un bloqueo armado de fuerzas marroquíes sobre la ciudad de Ceuta. Comenzó el 23 de octubre de 1694 y se dio por finalizado el 22 de abril de 1727. Durante los treinta y tres años que se prolongó el asedio la ciudad de Ceuta experimentó una transformación que provocó la pérdida de su carácter portugués. Aunque la mayoría de las operaciones se desarrollaron en torno a las murallas reales, también se produjeron pequeñas incursiones de los españoles en zonas de la costa marroquí y captura de barcos en el estrecho de Gibraltar. Es el asedio más largo de la historia, superando al sitio de Candía, que duró veintiún años.

## Antecedentes
El sultán Muley Ismaíl había conseguido crear un nuevo Estado capaz de combatir a los españoles en el norte de África y a los argelinos, gracias sobre todo a la ayuda francesa que proveyó al alawuita de ingenieros y artillería (a pesar de que sus campañas contra los dos rivales antes mentados se saldaron en fracasos). Sus tropas habían tomado La Mamora, Tánger, Larache y finalmente, Arcila en el año 1691. En el año 1694 encomendó al gobernador Alí ben Abdalá la conquista de Ceuta.

## Desarrollo
Tras la ocupación del campo exterior de Ceuta, las tropas del sultán comenzaron a construir casas y roturar el campo para abastecer las tropas. El gobernador de Ceuta pidió inmediatamente ayuda a la corte de Madrid. Llegaron efectivos de las capitales andaluzas y de Portugal. La llegada de estos últimos causó fricciones entre la población local. Se dudaba de sus intenciones, puesto que Ceuta había sido portuguesa hasta hacía unas décadas y la presencia de tropas lusas se consideraba un intento de ejercer presión para retornar a la soberanía del rey de Portugal. Las tropas portuguesas se retiraron sin llegar a entrar en combate.
Durante todos estos años se produjeron una serie de bombardeos, tomas y pérdidas de posiciones, conquistas y reconquistas alrededor de las murallas reales. En julio de 1695 bajo una intensa niebla, muy común en los meses de verano en Ceuta, las tropas marroquíes sorprendieron a las españolas durante un cambio de guardia. Los sitiadores tomaron la Plaza de Armas y los sitiados que no pudieron cruzar el puente levadizo perecieron en el enfrentamiento o al arrojarse al foso intentando escapar. Un contraataque posterior de los sitiados recuperó la Plaza de Armas.

### La toma de Gibraltar
En 1704 tropas anglo-neerlandesas conquistaron Gibraltar. Esto supuso un duro golpe para Ceuta ya que Gibraltar era la principal vía de abastecimiento de Ceuta con la península. La comunicación con Tarifa resultaba dificultosa por los vientos en el estrecho de Gibraltar y el resto de ciudades peninsulares cercanas estaban enfrascadas en la guerra de sucesión española.
El día 7 de agosto de ese año el Príncipe de Darmstadt envió a Juan Basset con algunos buques a Ceuta para que se rindiesen al archiduque Carlos de Austria con la promesa de que el cerco a la ciudad se acabaría. El marqués de Gironella, gobernador de Ceuta, y la población se negaron a rendirse a los británicos y reforzaron la zona de la Almina previendo un posible bombardeo de la flota británica. El ataque británico nunca llegó a efectuarse debido a que la flota británica se dirigió a enfrentarse a una flota franco-española que pretendía reconquistar Gibraltar.
Desde la llegada de los británicos a Gibraltar, se prestaría desde allí abastecimiento a los sitiadores marroquíes.

### La llegada del marqués de Lede

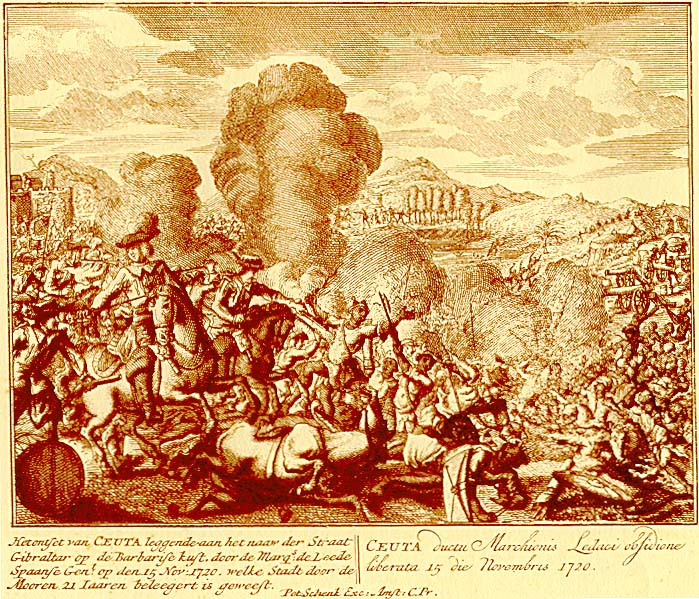
El marqués de Lede dirigiendo el ataque contra los sitiadores.

El asedio continuaría durante los siguientes años sin apenas cambios reseñables hasta la llegada en 1720 de 16 000 soldados con el marqués de Lede. Las tropas del marqués regresaban de la guerra de la Cuádruple Alianza, que no había dado los frutos esperados. Al perder todos los territorios italianos, Ceuta se convirtió en un sitio estratégico del cordón defensivo del Mediterráneo. El marqués inició una expedición victoriosa contra los sitiadores, que se retiraron hacia Tetuán. Sin embargo, unos meses más tarde se declara una epidemia de peste en Ceuta y el marqués decidirá marcharse de la ciudad ante la nula perspectiva de poder tomar Tetuán o Tánger. Los marroquíes retornan inmediatamente el sitio.
El asedio continuaría, con varios combates, hasta la muerte de Muley Ismaíl en 1727. Los hijos del sultán se enfrentaron en una guerra por el trono. Una expedición de reconocimiento desde Ceuta comprobó que los marroquíes se habían marchado el 22 de abril de 1727.

## Consecuencias
Tras treinta y tres años de asedio muchos edificios habían resultado destruidos y tuvieron que ser reconstruidos. La zona de la Almina, que hasta el principio del asedio estaba prácticamente deshabitada, comenzó a ser poblada. Por otra parte, una de las consecuencias más notables del asedio fue la progresiva pérdida de los rasgos portugueses en Ceuta: la moneda y la lengua portuguesa fueron reemplazadas por la moneda y la lengua castellana. A esto ayudó el éxodo de varias familias de la ciudad que huyeron por el dilatado asedio y que los soldados que auxiliaron a Ceuta, así como otras personas atraídas por el número de tropas, procedieran principalmente de Andalucía.